# Scotia Plaza
Scotia Plaza – wieżowiec w Toronto, w Kanadzie o wysokości 275 m. Budynek został otwarty w 1988, ma 68 kondygnacji.